# Hemerocampa libera
Hemerocampa libera är en fjärilsart som beskrevs av John Kern Strecker 1900. Hemerocampa libera ingår i släktet Hemerocampa och familjen tofsspinnare. Inga underarter finns listade i Catalogue of Life.